# Shirley van der Lof

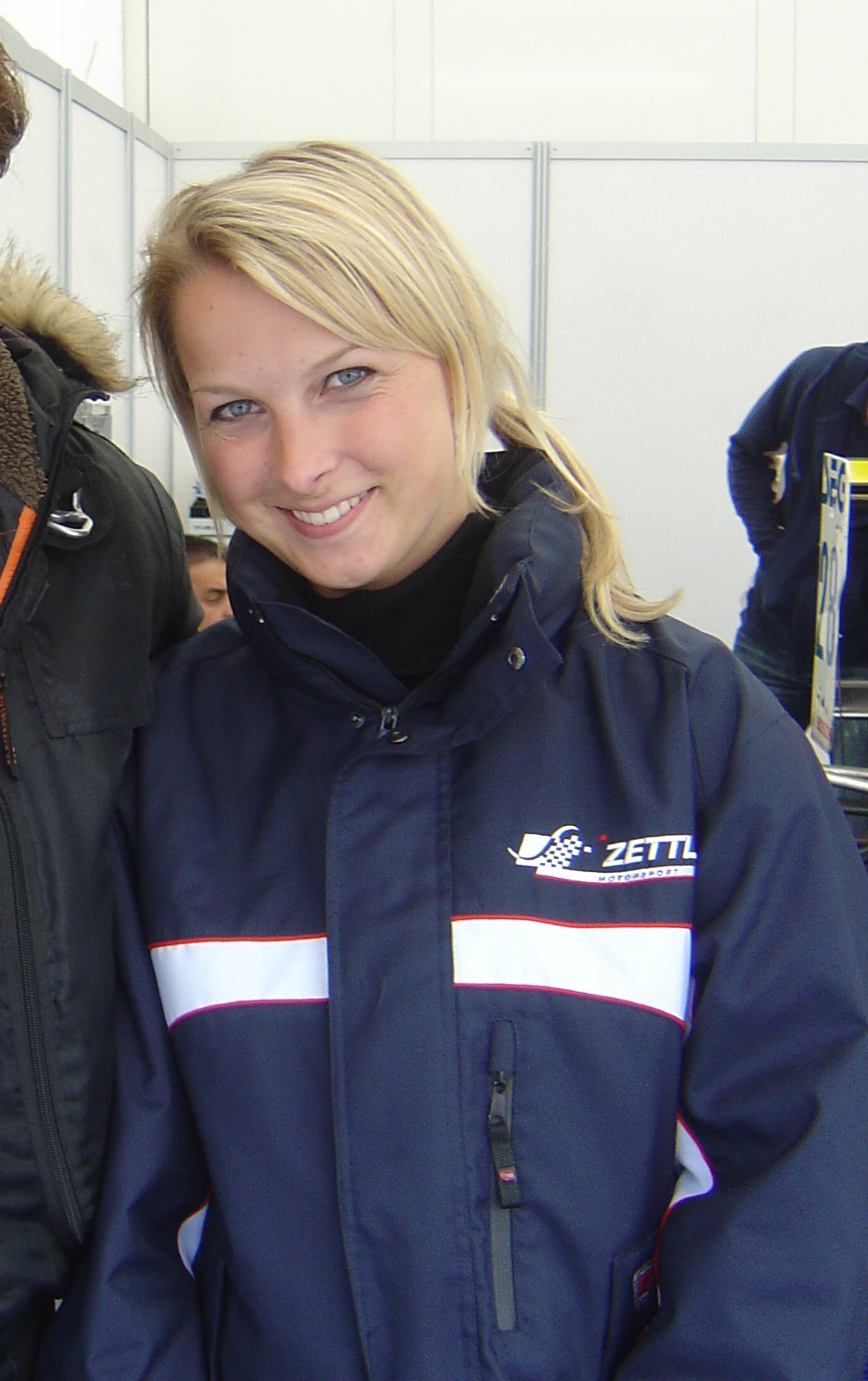

Shirley van der Lof (* 7. November 1986 in Haaksbergen) ist eine niederländische Automobilrennfahrerin. Sie ist die Enkelin des ehemaligen Formel-1-Rennfahrers Dries van der Lof.

## Karriere
Shirley van der Lof begann ihre Karriere im Kartsport, in dem sie bis 2005 unterwegs war. Anschließend wechselte sie 2006 in die Formel Ford 1800 Benelux, in der sie den zehnten Platz belegte. 2007 wurde sie Fünfzehnte im niederländischen Seat Cupra Cup. Nachdem sie 2007 in diversen Formel Ford-Serien unterwegs gewesen war, wechselte sie 2008 in den deutschen Formel-3-Cup und belegte den 4. Platz in der Trophywertung. 2009 blieb sie der Serie treu und erreichte den 20. Platz in der Gesamtwertung. 2011 war sie u. a. in der Niederländischen Supercar Challenge und in der BELCAR Endurance Championship unterwegs.

## Karrierestationen
- –2005: Kartsport
- 2006: Formel Ford 1800 Benelux (Platz 10)
- 2007: Seat Cupra Cup Niederlande (Platz 15)
- 2007: Formel Ford Großbritannien
- 2007: Formel Ford Duratec Benelux (Platz 7)
- 2007: Formel Ford Duratec Niederlande (Platz 8)
- 2008: Formel 3 Österreich (Platz 3)
- 2008: Deutscher Formel-3-Cup, Platz 4 Trophywertung
- 2009: Deutscher Formel-3-Cup (Platz 20)
- 2011: Bridgestone Special Open Trophy
- 2011: Niederländische Supercar Challenge - GT
- 2011: BELCAR Endurance Championship